# Aigialus
Aigialus is een geslacht van schimmels uit de familie Aigialaceae. De typesoort is Aigialus grandis.

## Soorten
Volgens Index Fungorum telt het geslacht vijf soorten (peildatum april 2022):
| Soortnaam              | Auteur(s)          | Publicatiejaar |
| ---------------------- | ------------------ | -------------- |
| Aigialus grandis       | Kohlm. & S. Schatz | 1986           |
| Aigialus mangrovis     | Borse              | 1987           |
| Aigialus parvus        | S. Schatz & Kohlm. | 1986           |
| Aigialus rhizophorae   | Borse              | 1987           |
| Aigialus striatisporus | K.D. Hyde          | 1992           |